# 이스 III: 원더러스 프롬 이스
《이스 III: 원더러스 프롬 이스》(Ys III: Wanderers from Ys, イースIII – ワンダラーズフロムイース)는 니혼 팔콤이 출시한 액션 롤플레잉 게임이다. 《이스》 시리즈의 세번째 게임으로, PC-8801 및 PC-9801 기종으로 처음 출시됐다. 지난 작품 《이스 I & II》에서 이스 왕국의 사건 후 3년 뒤, 아돌 크리스틴과 도기의 계속되는 모험기를 그렸다. 최초 발매 당시에는 '이스 왕국에서 온 방랑자'라는 의미로 《원더러스 프롬 이스》(Wanderers from Ys)라는 제목이었으나, 이후 이식판에서 발매숫자를 나타내는 '이스 III'가 추가로 붙었다.
《이스 III》는 1989년 NEC PC-8801과 NEC PC-9801 플랫폼으로 출시되었고, MSX2, X68000이 그 다음으로 출시되었다. 1991년에 PC 엔진 CD-ROM, 패미컴, 슈퍼 패미컴과 메가 드라이브 플랫폼으로 출시되었다.
플레이스테이션 2용은 2005년 타이토에 의해 발매되었다.
2005년, 《이스 VI: 나피시팀의 상자》 엔진을 활용하여 제작된 리메이크 《이스: 페르가나의 맹세》가 출시됐다.

## 줄거리
오프닝 장면은 아돌 크리스틴과 그의 친구인 도기가 앞의 사건(이스 I, II)이 일어난 지 3년 후에 도기의 고향인 레드몬트에 도착한다는 것을 알려준다. 도착하자마자, 그들은 마을 사람들이 발렌스타인 성 사람들에 의해 위협당하는 것을 알아차린다. 언제든 모험 준비가 되어 있는 아돌은 마을 사람들을 도와주기로 결정한다.

## 시스템
이스 III의 시스템은 전편에서 쓰였던 위에서 내려다보는 형식에서 횡스크롤 액션 게임으로 바뀌었다. 전투 방식은 플레이어가 버튼을 눌러 아돌의 검을 휘둘러야 적을 공격할 수 있게 바꾸었다.
롤플레잉 게임의 속성(체력 등)이나 경험치 체계는 있지만, "링" 시스템이 추가되었다. 아돌은 링을 획득하여 장비하고 특수한 효과를 쓸 수 있다. 새로 추가된 속성인 "Ring Power"는 링을 사용할 때 소모된다.

## 음악
첫 이스 두 편의 음악을 담당했던 코시로 유조은 《이스 III》에 참가하지 않았고, 대신 게임 원곡은 대부분 이시카와 미에코(Mieko Ishikawa)가 작곡했다. X68000 플랫폼의 게임에서는 마사키 카와이 (Masaaki Kawai)가 작곡한 몇몇 곡이 추가되었다.
- Music from Ys III: Wanderers from Ys (1989): NEC PC-8801 플랫폼의 원곡과 X68000 플랫폼의 세 곡을 포함
- Wanderers from Ys Super Arrange Version (1989): 히로유키 난바와 아츠시 요코제키가 편곡한 곡들
- Ys III J.D.K. Special (1990): X68000때의 음악을 J.D.K. 밴드가 록 음악으로 편곡한 곡들.
- Perfect Collection Ys III (1990): 2장의 CD 중 첫 번째 CD는 료 요네미츠가 편곡한 X68000곡들이 담겨 있고, 두 번째 CD는 다양한 스타일로 편곡된 이스 III의 곡들이 담겨 있다.

팔콤은 이스 III의 리메이크 판인 《이스: 페르가나의 맹세》를 발매한 것을 기념하기 위해, 2005년에 여태까지 제작된 이스 III의 모든 음악 CD를 세트로 묶은 Ys Premium Music CD Box in Felghana를 발매하였다.

## 《이스: 페르가나의 맹세》
2005년에 팔콤은 이스 III의 리메이크 판인 윈도우용 《이스: 페르가나의 맹세를》 발매하였다. 이스 페르가나의 맹세에서는 원래 줄거리를 확장하고 흐름을 약간 수정하였으며 던전과 플레이 시간을 연장하였다. 이스 III의 횡 스크롤 방식 역시 《이스 VI: 나피시팀의 상자》에서 사용된 3D 게임 엔진으로 대체하였다.